# Arquieni Mária Kazimiera lengyel királyné
Marie Casimire Louise de La Grange d’Arquien (második házasságát követően ismert még mint Maria Kazimiera Sobieska; Nevers, Franciaország, 1641. június 28. – Blois, Franciaország, 1716. január 30.), francia nemesasszony, aki Jan Sobieskivel kötött második házassága révén Lengyelország királynéja és Litvánia nagyfejedelemnéje 1674-től hitvese 1696-os haláláig. Nagy befolyással bírt az államügyekre, és hitvese távollétében régensként irányította az országot.

## Származása
Henri Albert de la Grange d’Arquien francia márki és Françoise de La Châtre leányaként született 1641-ben a franciaországi Nevers-ben. Szülei házasságából hat testvér született, öt leány és egyetlen fiú:
- Johanna (Jeanne), apácakolostorba vonult,
- Franciska (Françoise), apácakolostorba vonult,
- Mária Kazimiera Ludovika (Marie Casimire Louise), később Sobieski János király felesége, Lengyelország  királynéja,
- Ludovika Mária (Louise Marie), később François Gaston de Béthune márkinak (1638–1692), XIV. Lajos lengyelországi nagykövetének felesége,
- Mária Anna (Marie Anne), aki Jan Wielopolski grófnak (1630–1688), a lengyel korona kancelláriusának felesége lett,
- Anna Lajos (Anne Louis d’Arquien de La Grange, † 1703), lengyel királyi tábornok, Siretz (Szczerzec) sztarosztája.

## Házasságai
1658-ban feleségül ment Jan Sobiepan Zamoyskihoz, Sandomierz és Kijev vajdájához. Röviddel ezután kötött barátságot Sobieski János lengyel nemessel és hetmannal, ez később nagy szerelemmé szövődött. 1665 áprilisában özvegyen maradt, és három hónappal később, július 5-én férjhez ment szerelméhez. Bensőséges kapcsolatukat az évek során kiterjedt levelezésük kísérte, mivel Sobieski ideje nagy részét többnyire a hadseregben töltötte. Házasságukból tizenhárom gyermek született, a felnőttkort azonban csak négyen érték el:
- Jakab Lajos Henrik herceg (1667–1737), lengyel-litván trónörökös, később trónkövetelő,
- Terézia Kunigunda hercegnő (1676–1730), 1695-től II. Miksa Emánuel bajor választófejedelem felesége
- Sándor Benedikt herceg (1677–1714)
- Konstantin Ulászló herceg (1680–1726)

## Lengyelország királynéja

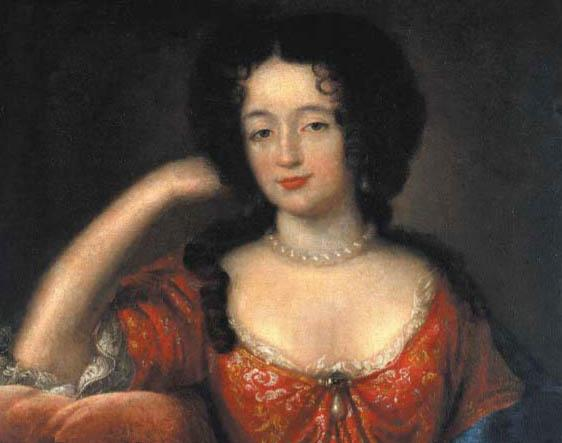
Mária Kazimiera lengyel királyné

Mihály lengyel király halála után, 1674-ben férjével együtt a lengyel trónra jutott. Koronázásukra 1676. február 2-án került sor. Mint királyné, nagy szorgalmazója volt a lengyel–francia szövetség létrehozásának, de nem rendelkezett különösebb diplomáciai képességekkel. Ellenezte többek között legidősebb fiának, Jakab hercegnek lengyel trónöröklését, és már férje életében azon mesterkedett, hogy a lengyel trónon Conti hercegének megválasztását készítse elő. E törekvése meghiúsult ugyan, Sobieski halála után, 1696-ban azonban sikerült keresztülvinnie, hogy Bécs nagy erőfeszítések árán saját jelöltjét, Erős Ágost szász választófejedelmet segítse a lengyel trónra, aki ennek érdekében áttért a katolikus vallásra. A Habsburgok 1697-ben, nagy harcok, üres ígérgetések és megvesztegetések árán tudták csak tervüket megvalósítani.

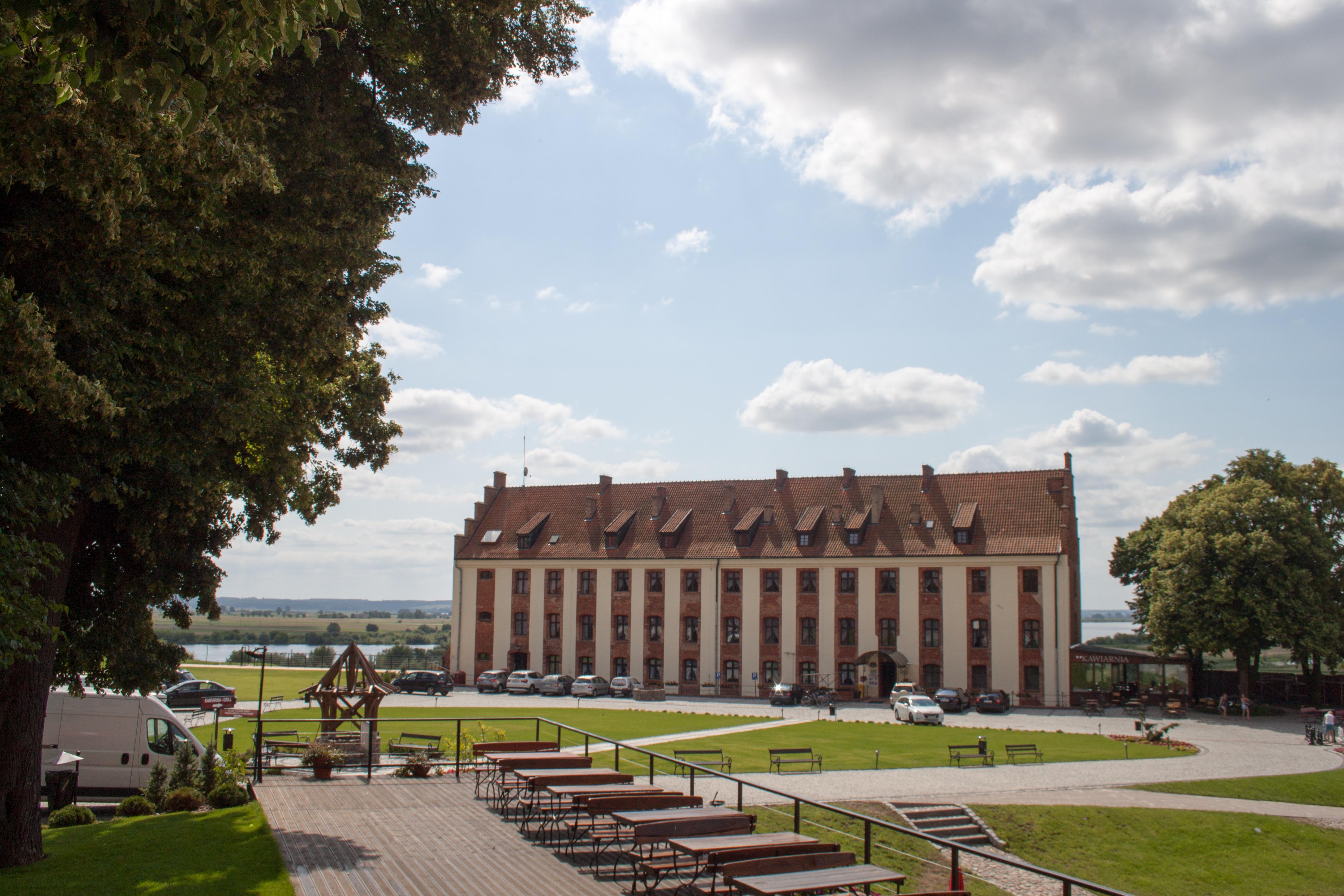
A Sobieski János által Gniew-ben a számára építtetett palota

## Özvegységben
Az özvegyen maradt Mária Kazimiera királyné előbb Rómába távozott, majd Franciaországba tért vissza, ahol XIV. Lajosnál eredménytelenül igyekezett kiváltságokat szerezni francia rokonai számára. Húsz évet töltött özvegységben. Blois-ban halt meg 1716. január 7-én, 75 évesen. Férjével együtt Krakkóban, a waweli székesegyházban temették el.